# Billaea orbitalis
Billaea orbitalis là một loài ruồi trong họ Tachinidae.